# Oak Ridge (Tennessee)
Oak Ridge je město v USA, ve východní části státu Tennessee, v okresech Anderson a Roane, asi 30 kilometrů západně od Knoxville. Při sčítání lidu v roce 2020 měl Oak Ridge 31 402 obyvatel a je součást metropolitní oblasti Knoxville. Oak Ridge je znám především pro svou zásadní úlohu v projektu Manhattan během druhé světové války, kdy zde pod krycím označením „Site X“ vznikly tajné, mimořádně rozsáhlé technologické a výrobní komplexy. Mezi přezdívky města proto patří Atomic City, Secret City nebo City Behind the Fence (Atomové město, Tajné město nebo Město za plotem).
Motem města je „The Vision Lives On“ (Vize žije dál). Věda a technologie hrají stále zásadní roli v ekonomice a kultuře města, protože zde sídlí Národní laboratoře Oak Ridge (Oak Ridge National Laboratory, ORNL, která vznikla v roce 1943) a  nedaleký „Y-12 National Security Complex“, který vznikl z původního komplexu Y-12 pro obohacování uranu za druhé světové války.

## Historie osídlení
K nejstaršímu významnému osídlení oblasti Oak Ridge došlo v období Woodland (asi 1000 př. n. l. až 1000 n. l.), ačkoli artefakty datované do paleoindiánského období byly nalezeny v celém údolí řeky Clinch. Dvě woodlandské mohyly (Crawford Farm Mounds a Freels Farm Mounds) byly odhaleny ve 30. letech 20. století v rámci záchranných vykopávek v Norris Basin. Obě lokality se nacházely jihovýchodně od bývalé obce Scarboro. Lokalita Bull Bluff, která byla obývána v období Woodlandu a mississippského období (cca 1000–1600), byla odkryta v 60. letech 20. století před výstavbou přehrady Melton Hill. Bull Bluff je útes bezprostředně jihovýchodně od Haw Ridge, naproti parku Melton Hill. Oblast Oak Ridge byla v době příchodu euroamerických průzkumníků a osadníků na konci 18. století z velké části neobydlená, ačkoli Čerokíové si nárokovali toto území jako součást svých lovišť.
Na počátku 19. století vzniklo v oblasti Oak Ridge několik venkovských zemědělských obcí, a to Edgemoor a Elza na severovýchodě, East Fork a Wheat na jihozápadě, Robertsville na západě a Bethel a Scarboro na jihovýchodě. Evropsko-američtí osadníci, kteří tyto obce založili, sem poprvé přišli koncem 90. let 17. století poté, co Čerokíové podepsali Holstonskou smlouvu, kterou postoupili území dnešního okresu Anderson Spojeným státům. Až do druhé světové války, resp. do zahájení projektu Manhattan byla oblast osídlena jen málo.

## Projekt Manhattan

### Výběr místa

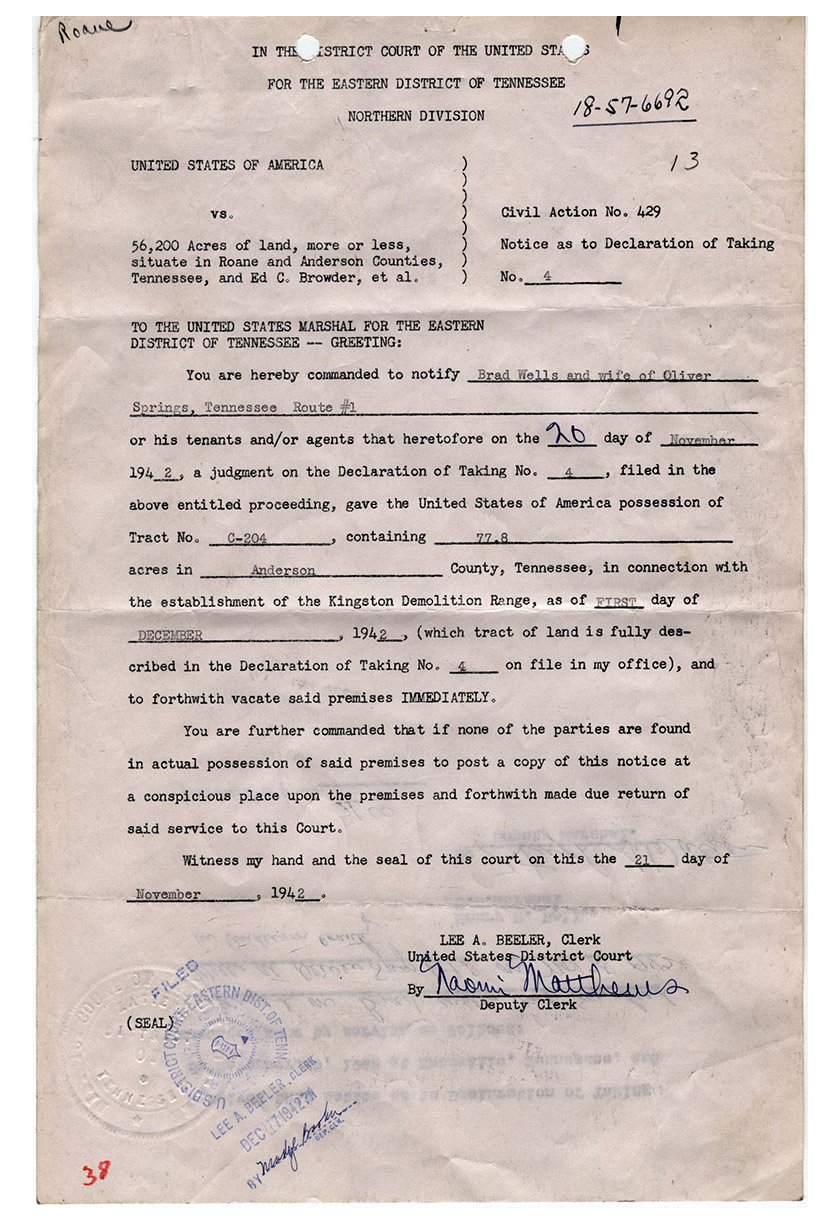
Oznámení vlády původním majitelům nemovitostí o jejich zabavení pro válečné účely

Vojenskému šéfovi projektu Leslie Grovesovi se tato lokalita líbila z více důvodů. Díky relativně nízkému počtu obyvatel byla akvizice možná a cenově dostupná, přitom oblast byla dobře dostupná po silnici a železnici. Velmi důležité bylo, že díky nedávnému dokončení Norrisovy přehrady zde byl dostatek vody a elektřiny. A v neposlední řadě byl velkou výhodou profil terénu. Nacházelo se zde dlouhé údolí (asi 27 kilometrů), které ale bylo rozděleno několika hřebeny, což poskytovalo přirozenou ochranu. Pokud by přece jen došlo k vážné havárii v některé továrně, ostatní by byly chráněny terénem a nevybuchly by „jako petardy na provázku“.
V roce 1942 proto federální vláda nuceně zakoupila téměř 240 kilometrů čtverečních zemědělské půdy v údolí řeky Clinch pro výstavbu továren a plánovaného města, ve které postupně mělo být až 75 000 obyvatel.  Vzhledem k naléhavosti a utajení projektu Manhattan bylo vystěhování původních obyvatel velice rychlé a bez bližšího vysvětlení. Obvyklé sdělení bylo pouze: „Vláda se chystá zabavit váš majetek pro válečné účely.“ Okres Anderson přišel o jednu sedminu své půdy a také nezanedbatelnou část daňových příjmů. Napjaté a nelehké vztahy s okolními osadami a městy přetrvávaly po celou dobu projektu Manhattan.
Nucený zábor rozsáhlého území se nesetkal s pochopením ani u nejvyšších reprezentantů státu Tennessee . Když guvernér Prentice Cooper oficiálně dostal prezidentskou proklamaci z července 1943, podle níž se Oak Ridge stal vojenským okresem nepodléhajícím státní kontrole (navíc mu tento dokument osobně předával pouze nižší důstojník), roztrhal ji a odmítl se setkat s inženýrem Projektu Manhattan, podplukovníkem Jamesem C. Marshallem. Nový oblastní inženýr Kenneth Nichols je musel usmiřovat. Nakonec, o několik měsíců později (3. listopadu 1943), Prentice Cooper si projekt (kromě rozestavěných výrobních prostor) přijel prohlédnout.

### Výstavba města
Vzhledem k potřebě velkého počtu dělníků a zaměstnanců naplánovala armáda na východním konci údolí velké město pro všechny pracovníky. A protože se očekávalo, že projekt potrvá několik let, armáda se rozhodla vybudovat domy a ubytovací zařízení dlouhodobého charakteru  namísto provizorního ubytování. Výstavbu města zajišťovala architektonická a inženýrská firmy Skidmore, Owings & Merrill v letech 1942 až 1943. Domy a ubytovny byly prosté a měly jen základní vybavení, byly však na vyšší úrovni, než požadoval Leslie Groves, a byly lepší než v dalším „tajném městě“ Los Alamos ve státě Nové Mexiko, kde byli soustředěni vědci a technici, kteří vyvíjeli samotnou bombu. Zdravotní péči zajišťovali armádní lékaři, přičemž civilisté platili 2,50 dolaru měsíčně (5 dolarů pro rodiny) do fondu zdravotního pojištění.
Poloha pomohla udržet město v tajnosti, i když se rozrostlo z 3000 obyvatel až na plánovaných přibližně 75 000 v roce 1945. Název „Oak Ridge“ byl vybrán v roce 1943 z návrhů předložených zaměstnanci projektu. Úředníci se domnívali, že venkovsky znějící název „udržuje zvědavost zvenčí na minimu.“ Název byl ale formálně přijat až v roce 1947 a do té doby se místo označovalo buď výše zmíněným kódem „Site X“ nebo jako Clinton Engineer Works či zkratkou CEW (což bylo od ledna 1943 oficiální souhrnné označení všech továrních komplexů). Všichni pracovníci nosili identifikační odznaky a město bylo obklopeno strážními věžemi a plotem se sedmi branami. Letiště nebylo postaveno z bezpečnostních důvodů.

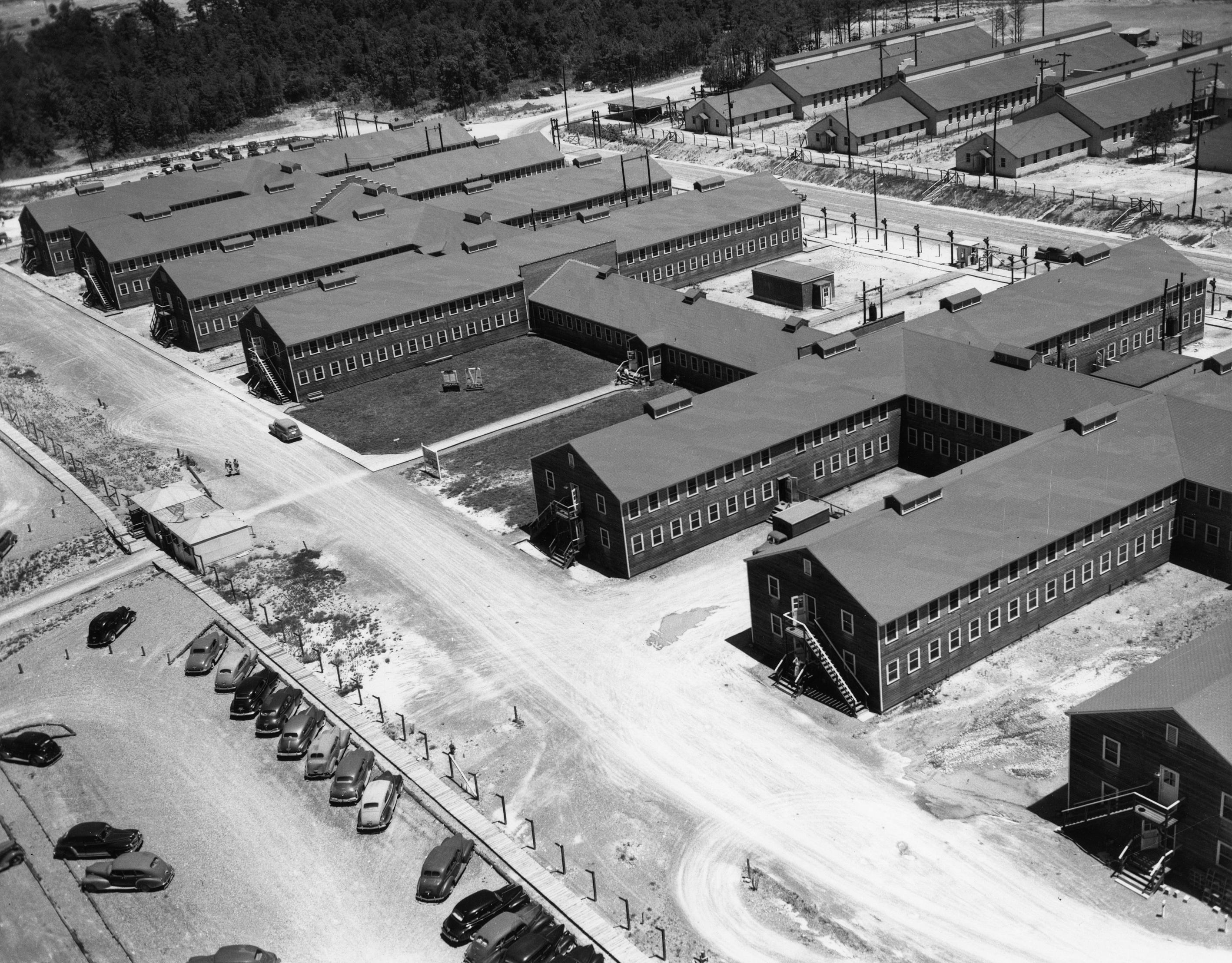
Jeden z prvních ubytovacích komplexů (07/1943)
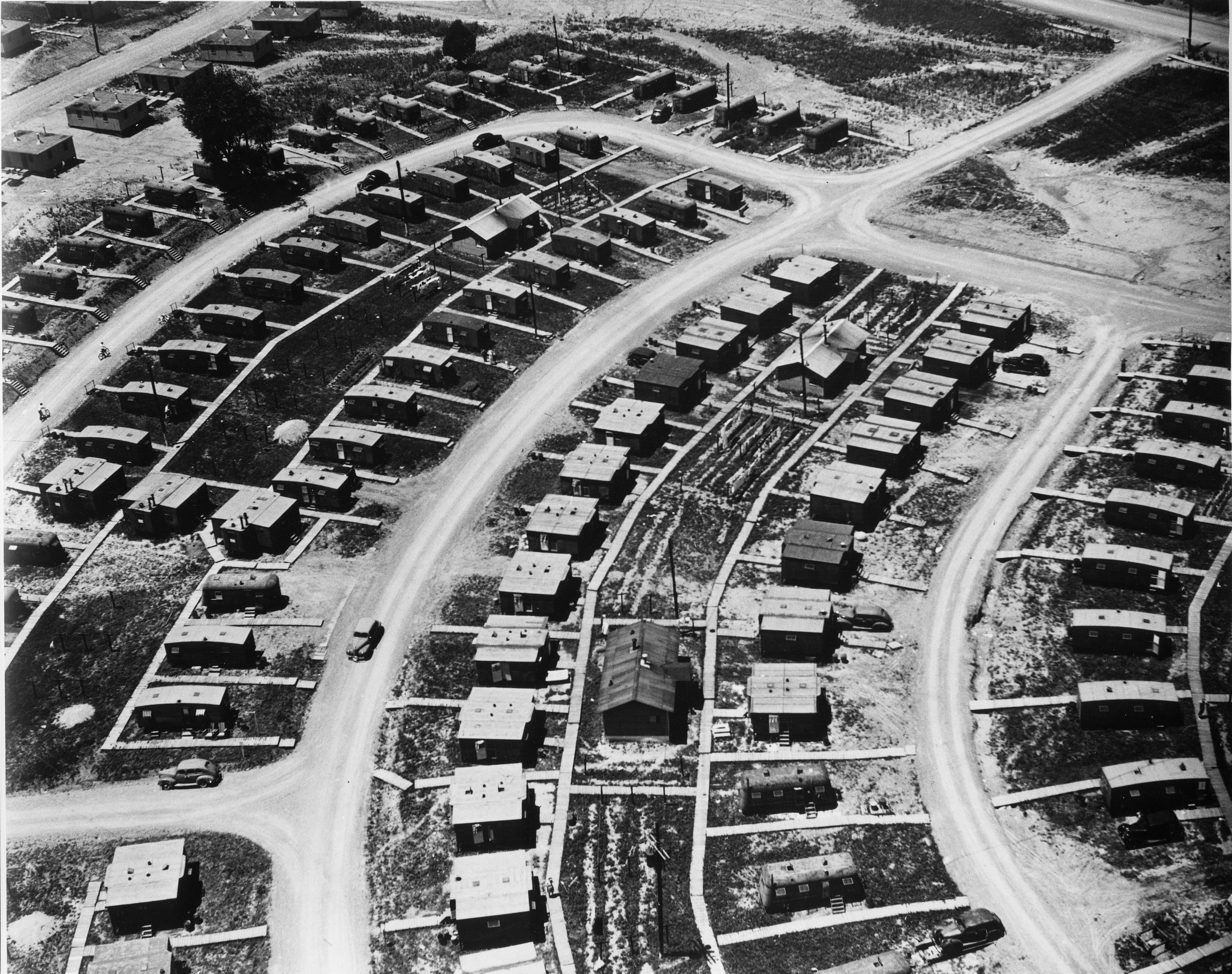
Letecký pohled na část Oak Ridge
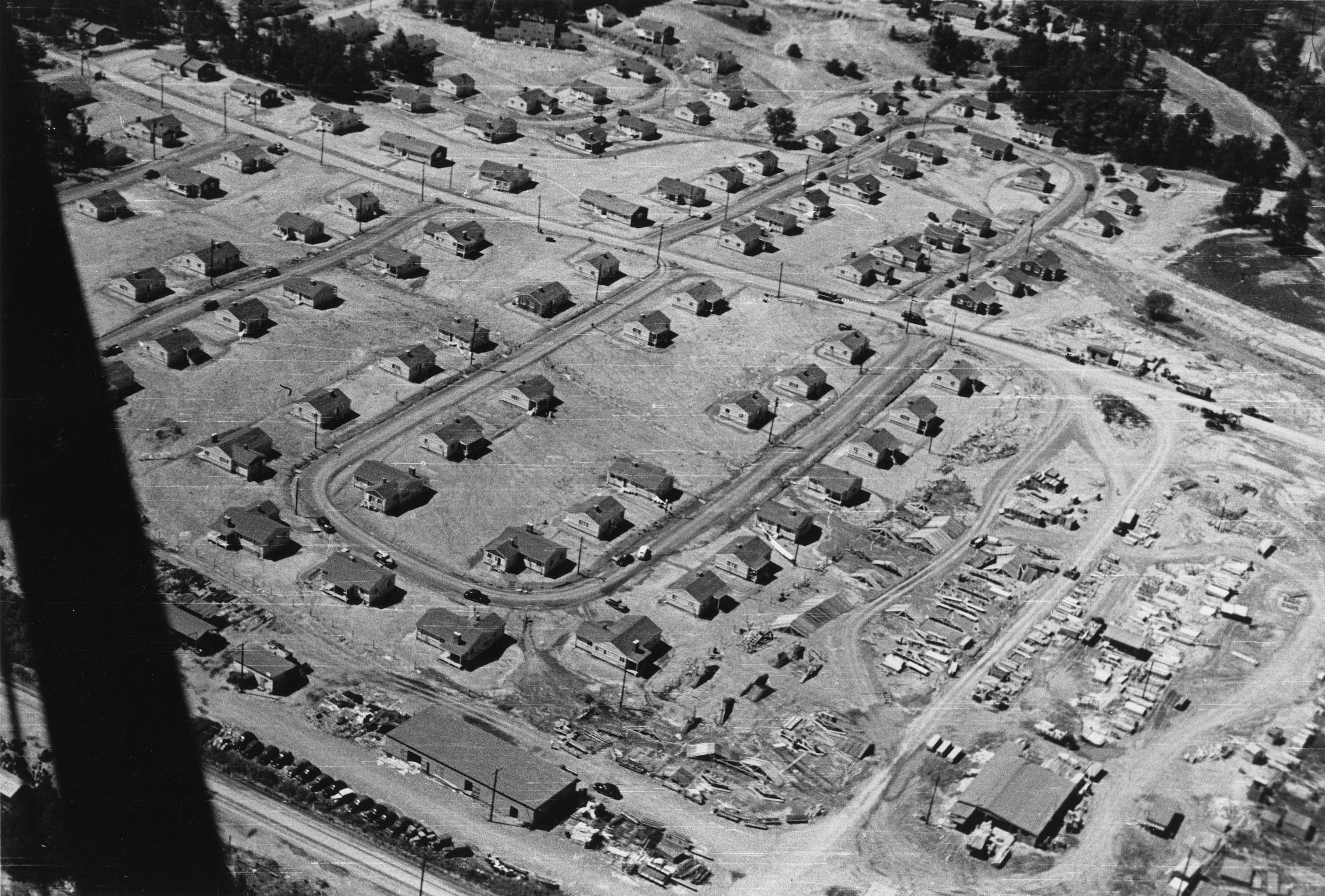
Letecký pohled: část s rodinnými domky
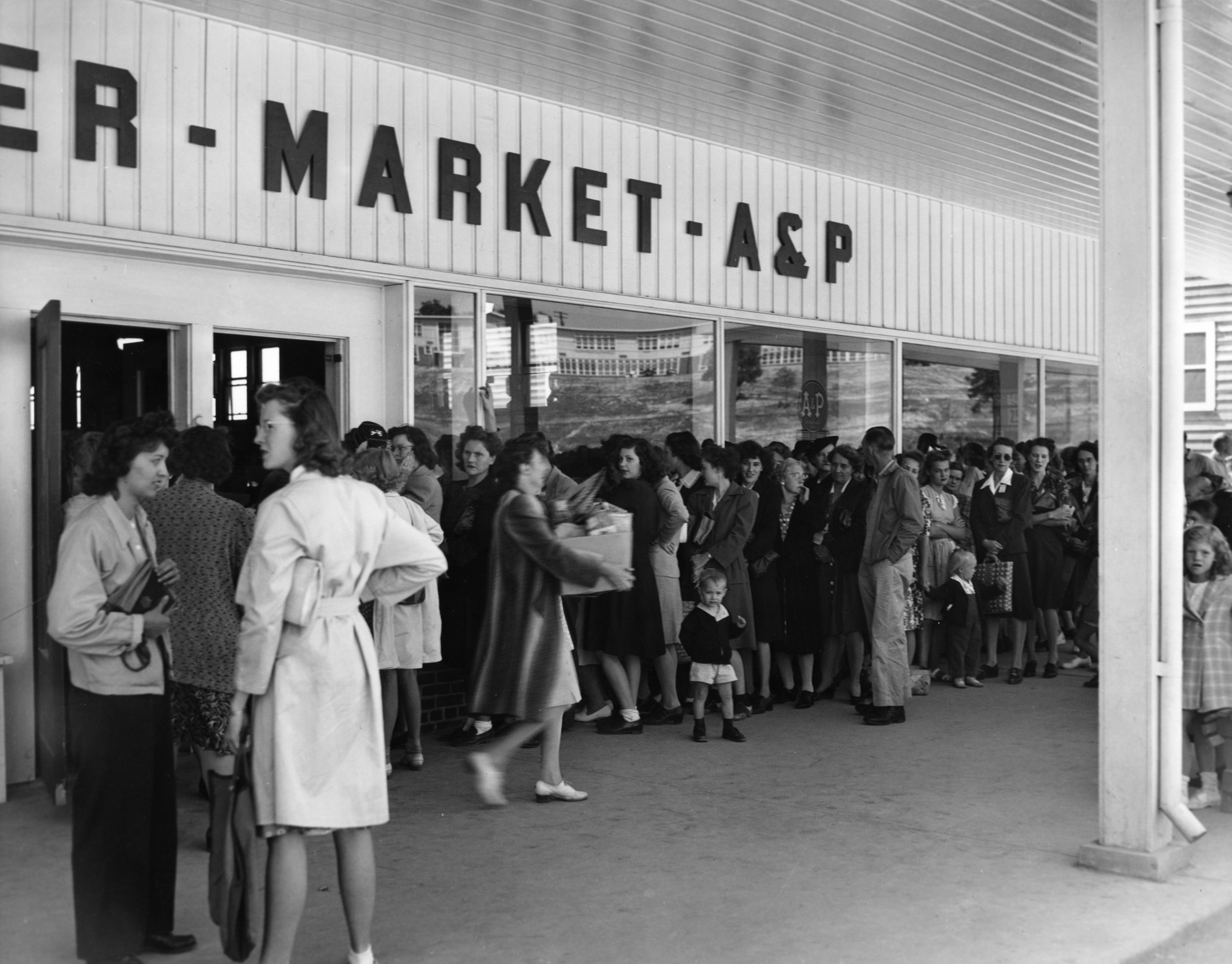
Jeden z obchodů v Oak Ridge
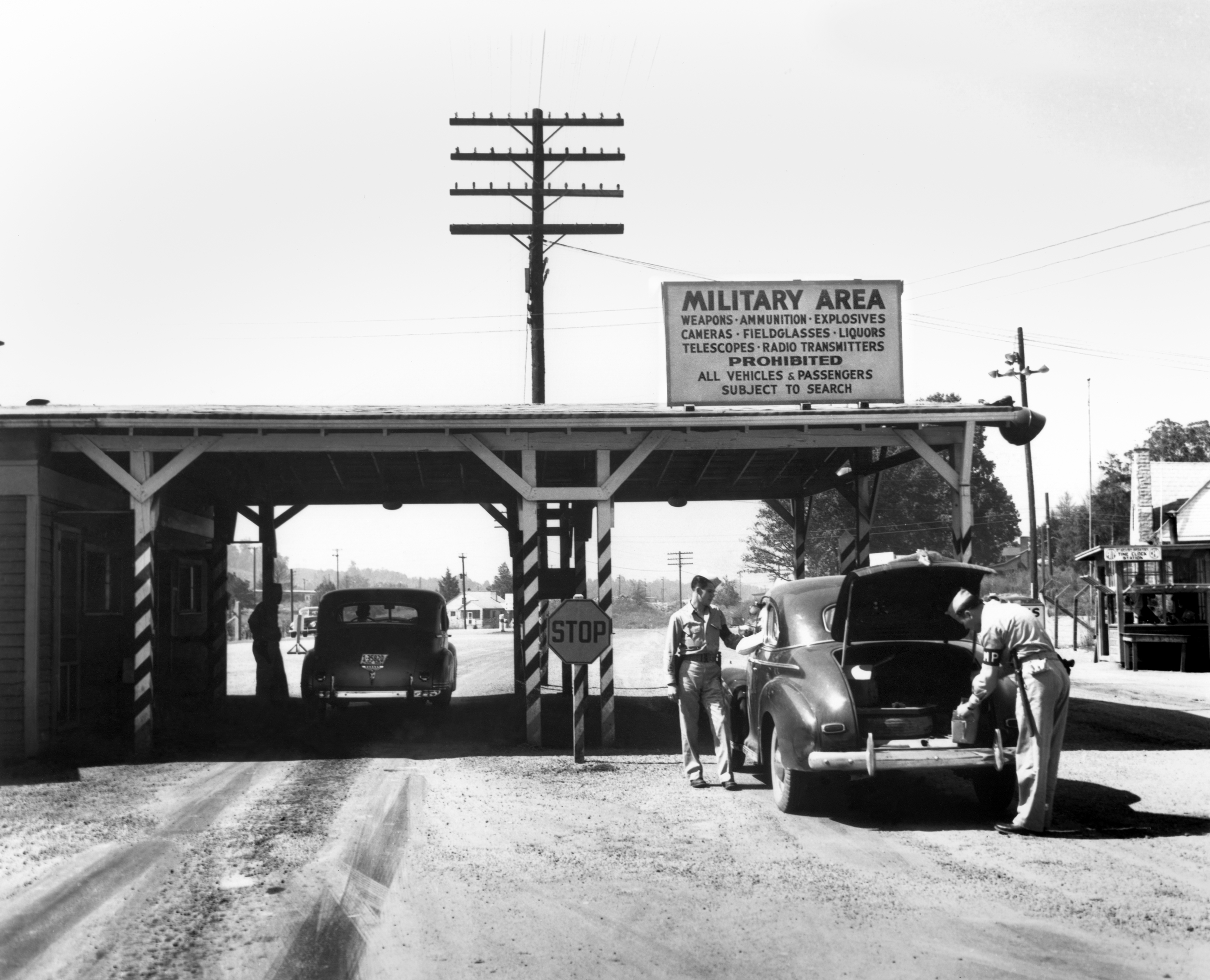
Jedna z kontrolních bran na vstupu do města (Elza gate, 1945)

### Přehled továren a zařízení

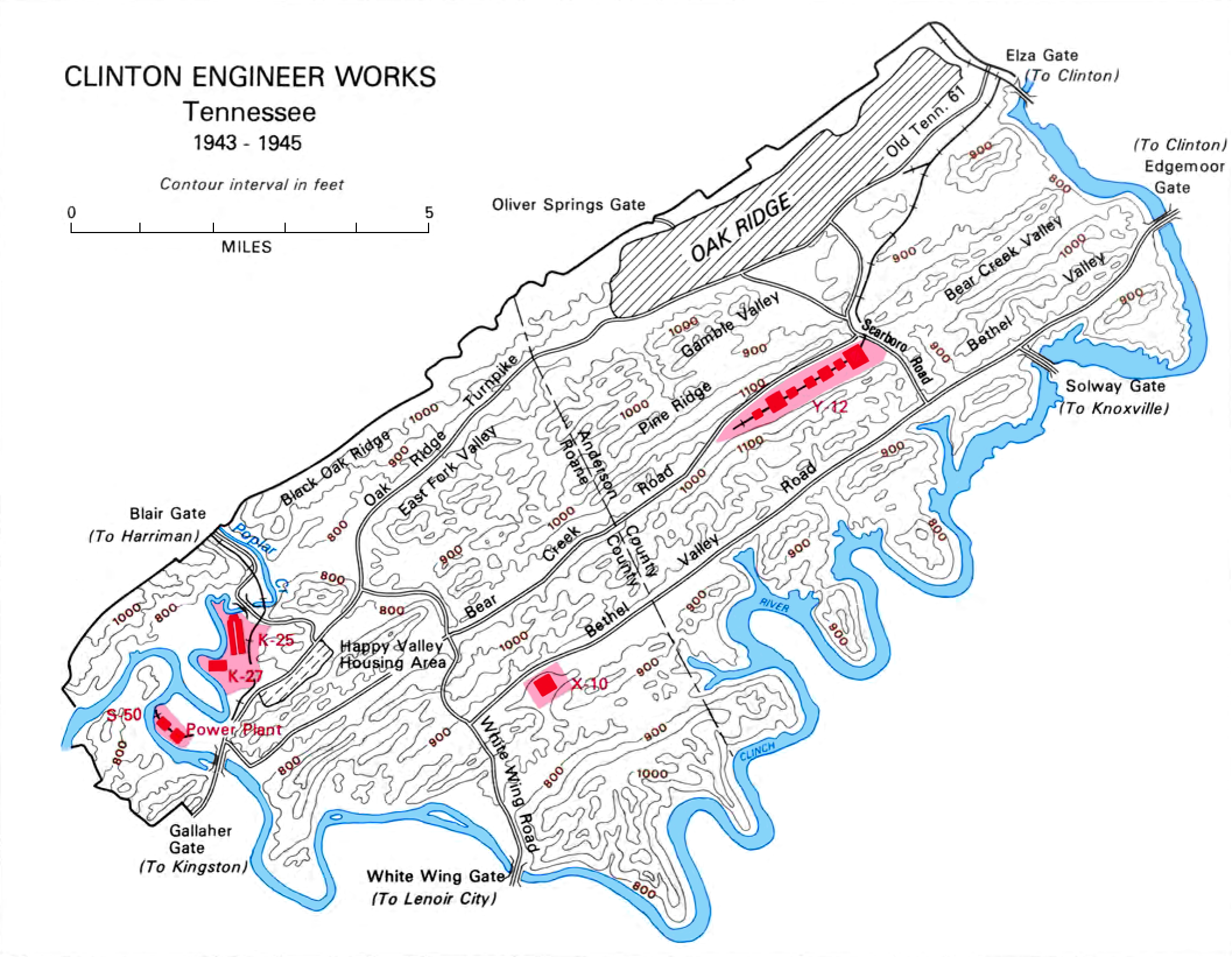
Mapka výrobních komplexů a zařízení: Y-12 je vpravo nahoře, K-25 a pozdější K-27 vlevo dole, vedle též S-50. Reaktor X-10 je uprostřed dole.

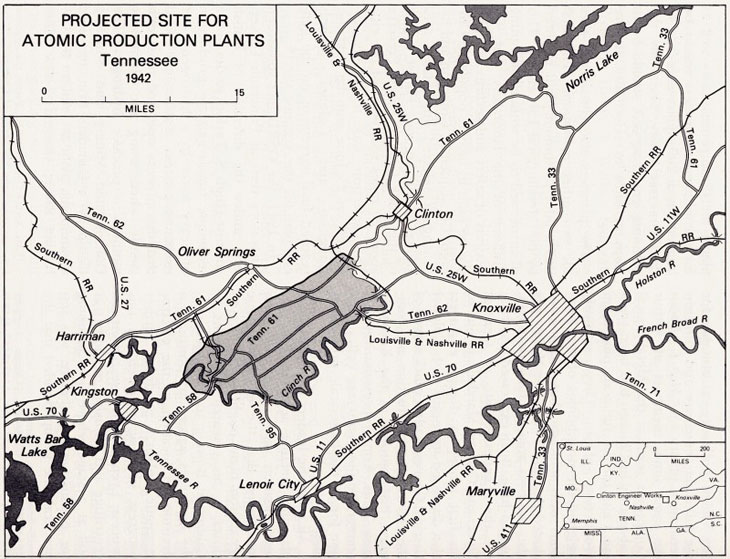
Raný plán (1942) výstavby Oak Ridge

Hlavním cílem továren v Oak Ridge byla výroba vysoce obohaceného uranu, potřebného pro konstrukci atomové bomby. Nezpracovaný uran je směs izotopů: obsahuje přibližně 99,27 % 238U, jen asi 0,72 % 235U a nepatrně dalšího izotopu. Oddělení dvou hlavních izotopů uranu (238U a potřebného 235U) je značně obtížné, protože jsou si velmi podobné. V době projektu Manhattan navíc nebyly jejich chemické a fyzikální vlastnosti přesně známy, což navržení vhodných metod separace dále ztěžovalo a nebylo jasné, jak budou laboratorní metody reálně fungovat v průmyslovém měřítku. 
Původně byly v rámci projektu Manhattan navrženy čtyři metody separace uranu, ale využití centrifug s tehdejším technologiemi se ukázalo velmi problematické. Nakonec tedy byly v Oak Ridge postaveny tři komplexy, každý používající jinou technologii. Všechny komplexy byly ohromné (největší byl K-25), protože podíl izotopu 235U bylo třeba zvýšit z přirozeného podílu jen asi 0,72 % na výrazně více než 90 % a všechny technologické procesy se tak musely mnohokrát opakovat. 
Kromě toho zde byl postaven grafitový reaktor X-10. Nejdříve se zde plánovala také výstavba dalších reaktorů, které měly sloužit k výrobě plutonia, ale tento záměr byl nakonec změněn a další reaktory byly postaveny v nové lokalitě s kódovým označením Site W (Hanford Site). Hlavní továrny a zařízení v Oak Ridge tedy byly (viz též mapka s umístěním jednotlivých komplexů a zařízení):
- Komplex K-25 používal metodu plynové difuze a v době dokončení komplexu šlo o největší budovu na světě, když překonal počátkem roku 1943 dokončenou budovu Pentagonu.[16] Krátce po válce byl postaven ještě sousední doplňkový komplex K-27.
- Komplex S-50 používal metodu  tepelná difuze kapalin. Pro nízkou efektivitu této metody byl jeho provoz ukončen krátce po svržení bomb na Japonsko, 4. září 1945.[17]
- Komplex Y-12 používal metodu elektromagnetické separace, toto zařízení je označováno též jako calutron.[18]
- Grafitový reaktor X-10 sloužil především k tomu, aby personál Projektu Manhattan získal potřebné zkušenosti pro produkci plutonia.[19]

Z těchto čtyř hlavních technologických komplexů dva existují do současnosti, další dva byly zbořeny. Reaktor X-10 byl v provozu až do roku 1963, kdy byl odstaven. V současnosti ho mohou turisté navštívit v rámci organizovaných exkurzí (viz sekce Součást Manhattan Project National Historical Park níže. V jeho sousedství se nachází současné Národní laboratoře Oak Ridge (Oak Ridge National Laboratory, ORNL). Komplex Y12, původně používající elektromagnetickou metodu separace uranu, je nyní součást Y-12 National Security Complex. 
Komplex S-50 byl odstaven v roce 1945 a zbořen již v roce 1946. Komplex K-25 společně se sousedním K-27 byl v provozu až do roku 1985, kdy byl odstaven, protože nově vyvinuté ultra centrifugy nabízely efektivnější zpracování uranu (centrifugy byly první zvažovanou metodou separace již v projektu Manhattan, ale tehdy tato metoda byla opuštěna kvůli technickým problémům na počátku projektu). Od roku 1997 byl komplex dekontaminován a K-25 byl zbořen v letech 2012–2014, K-27 v letech 2016–2017.

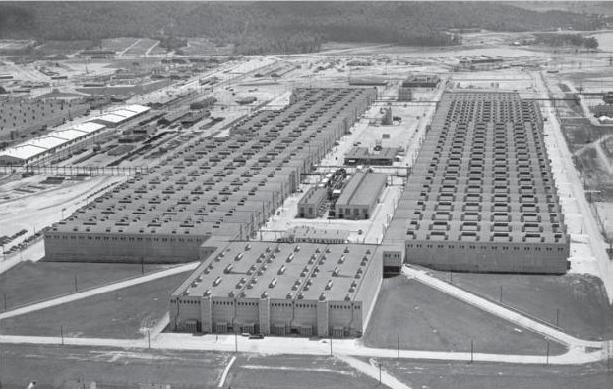
K-25: plynová difuze; při dokončení největší budova světa
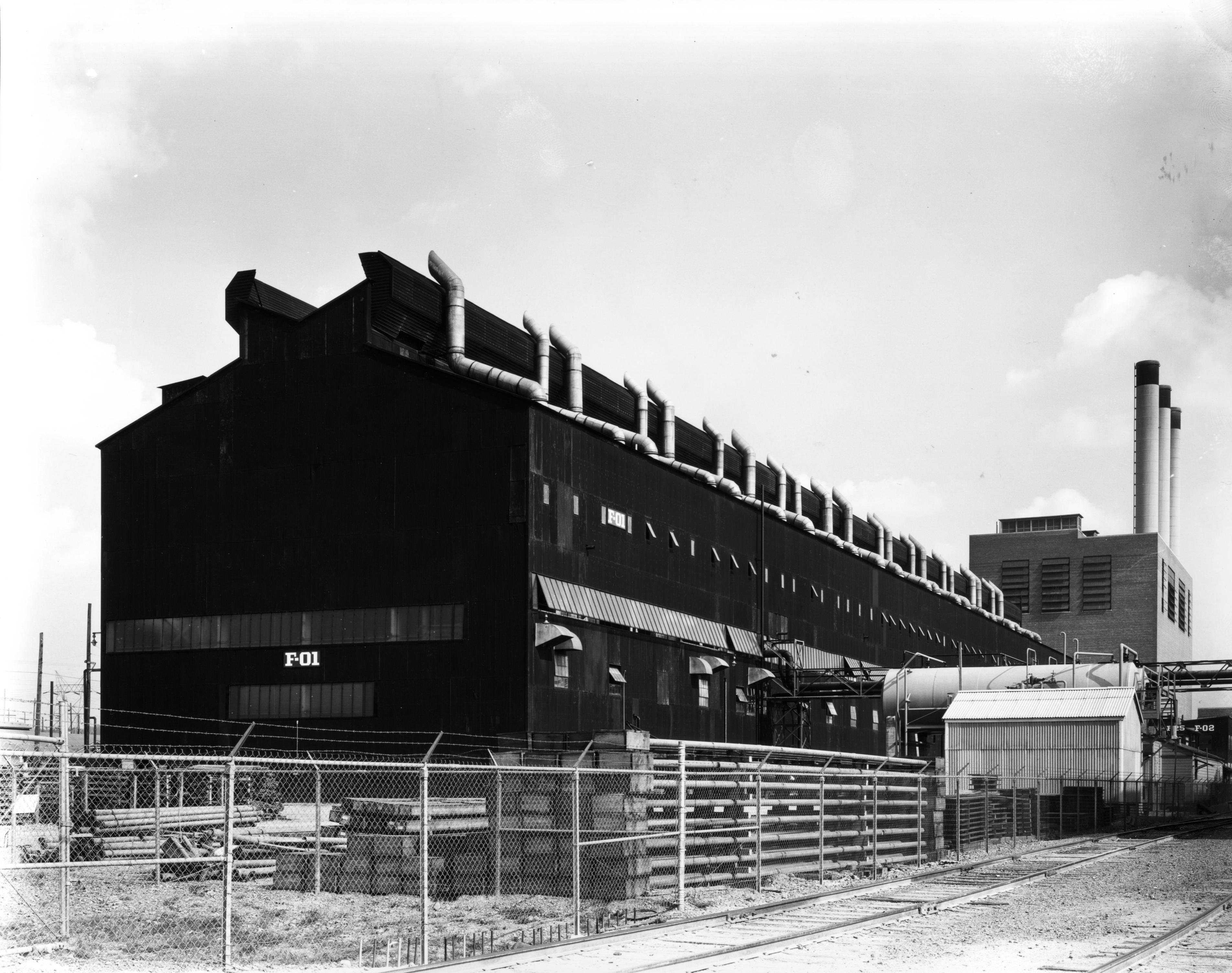
S-50 komplex (tepelná difuze kapalin)
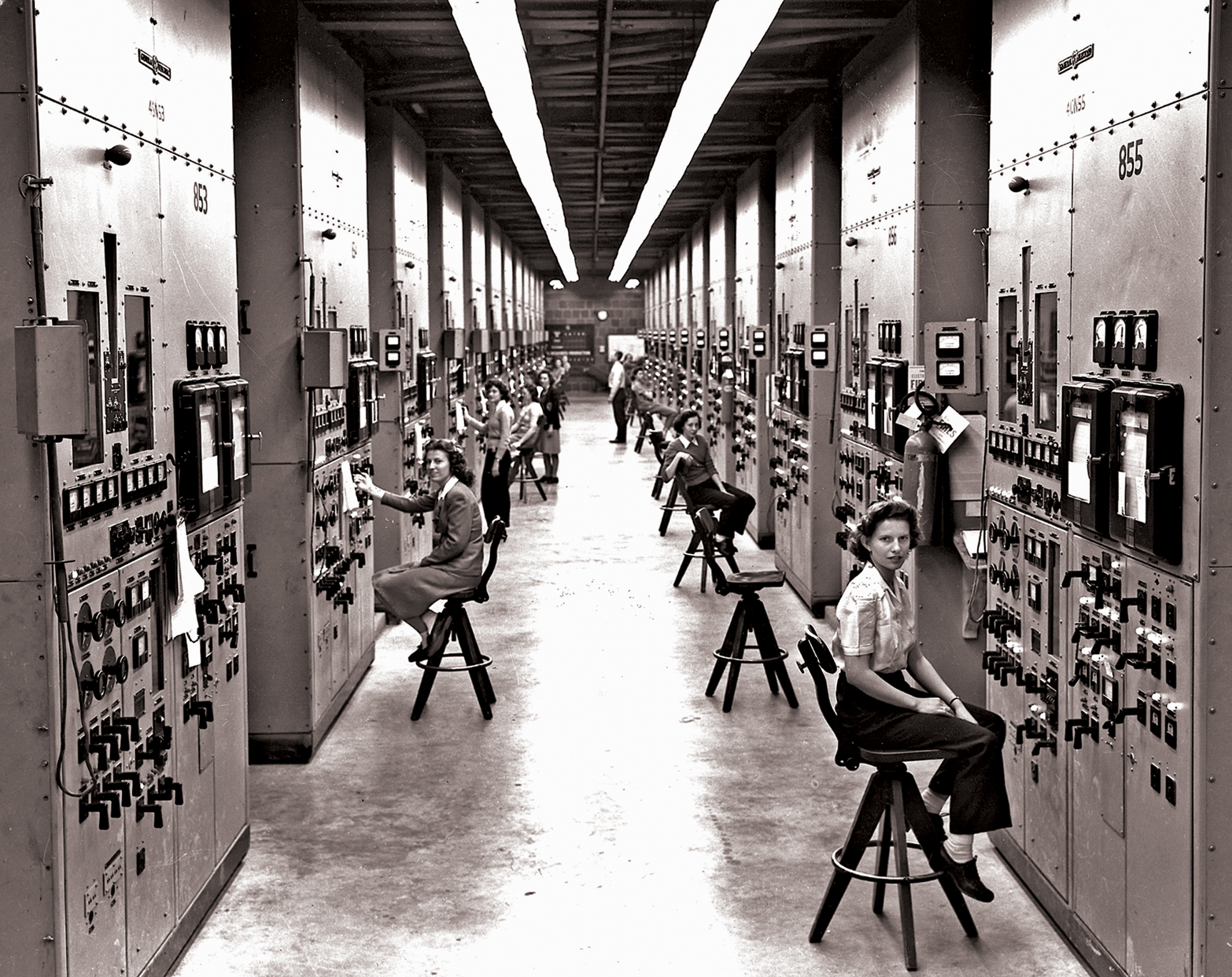
Operátorky v komplexu Y-12 (elektromagnetická separace = calutron)
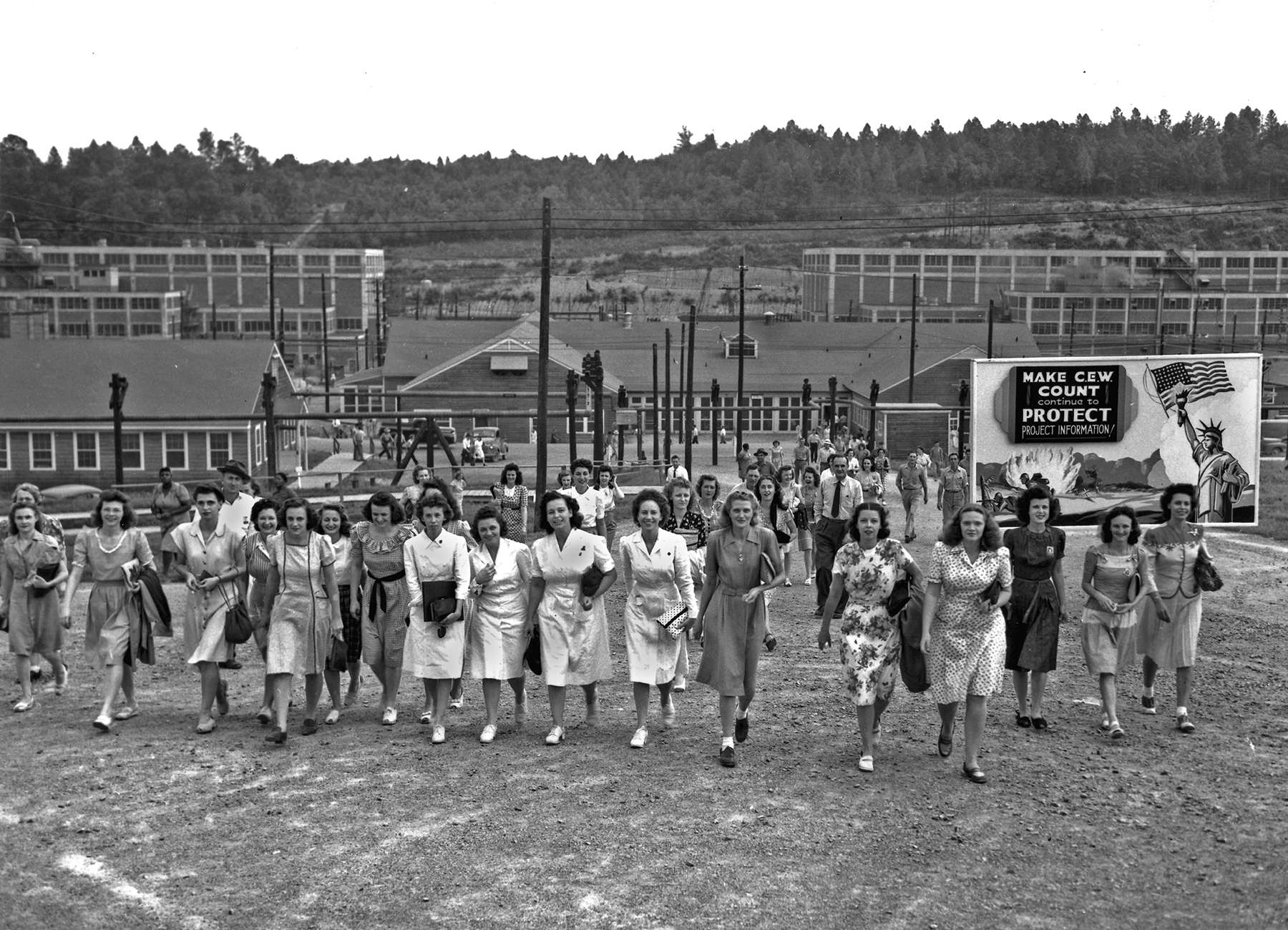
Zaměstnankyně opouštějí Y-12 při střídání směn
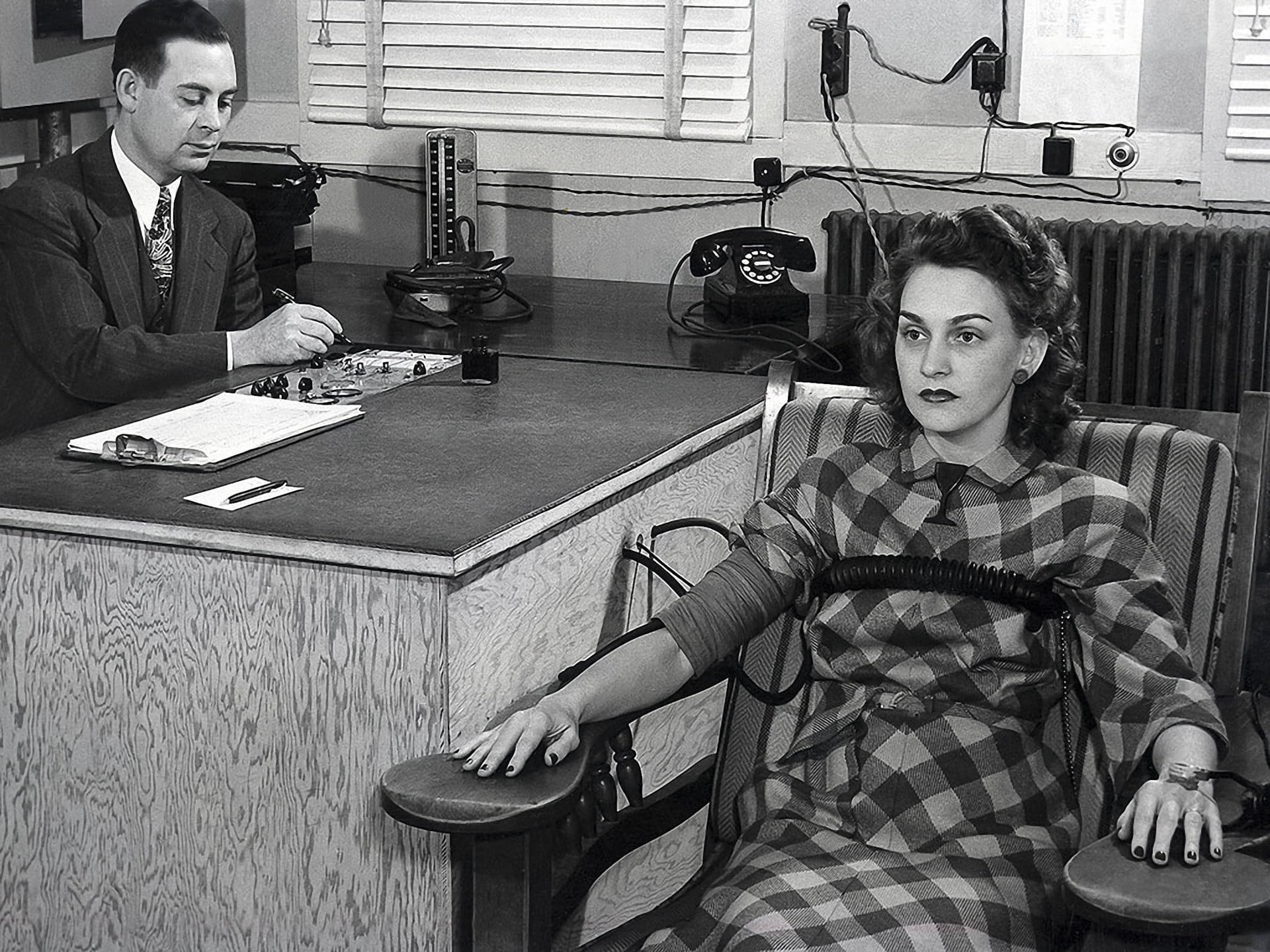
Detektor lži (asi 1945)
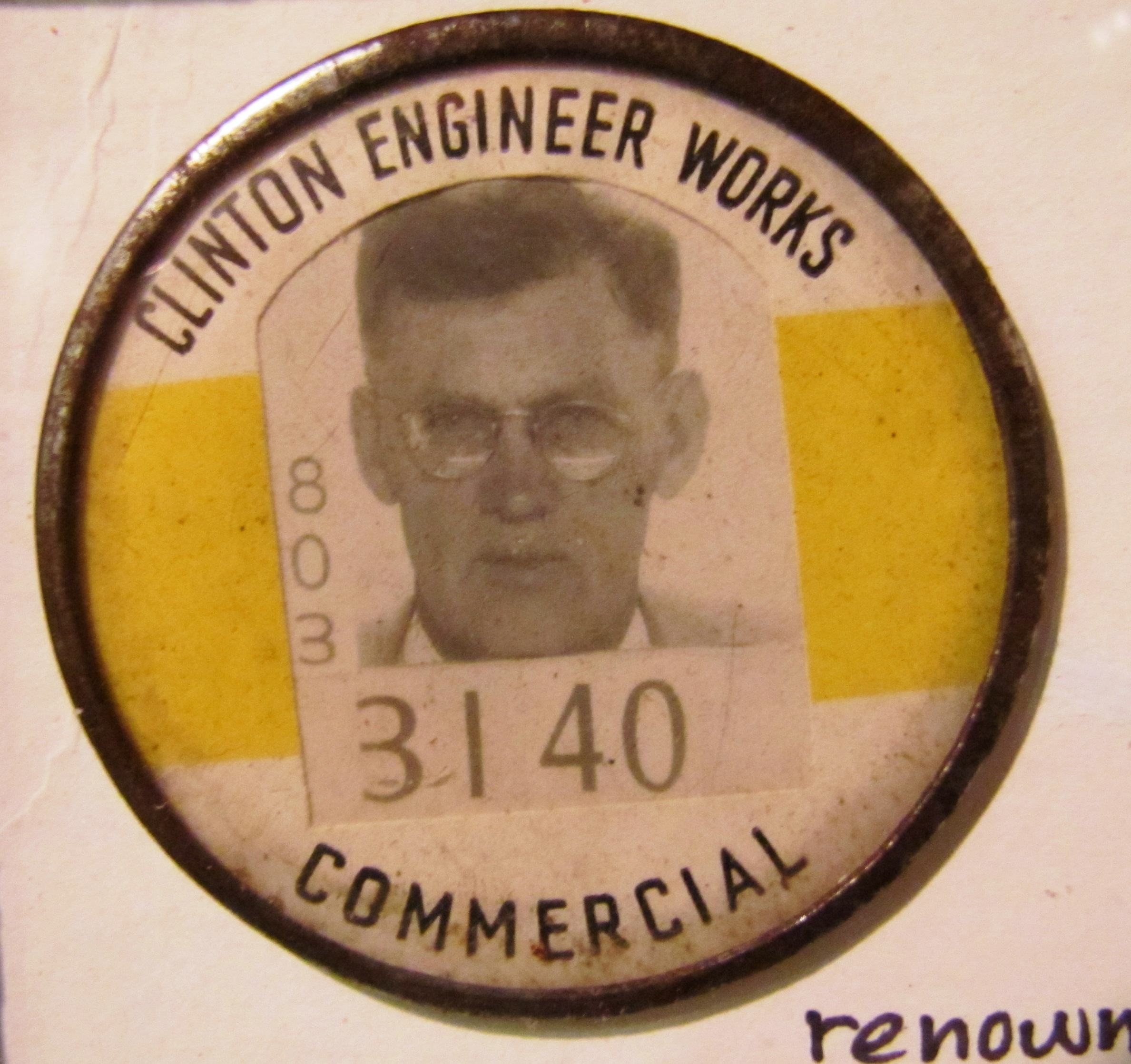
Bezpečnostní odznak jednoho zaměstnance

### Změna výstavby reaktorů

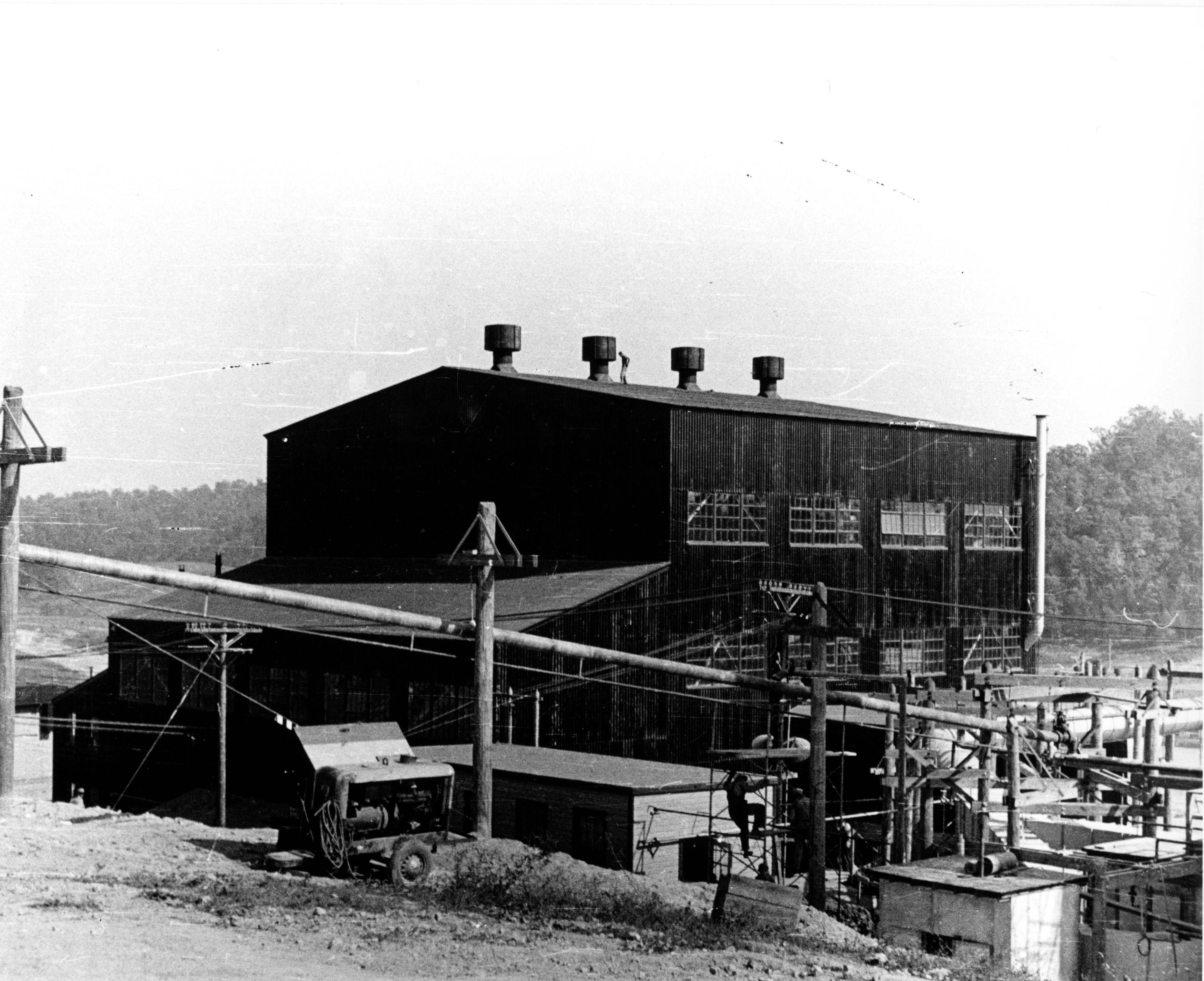
Reaktor X-10 koncem roku 1943

Proveditelnost řízené štěpné reakce ověřil v roce 1942 tým pod vedením italského fyzika Enrica Fermiho. První velmi primitivní a ryze experimentální jaderný reaktor Chicago Pile-1 (např. neměl chlazení ani ochranný plášť), byl postavenou pod tribunou fotbalového stadionu Chicagské univerzity. Poprvé byl na několik minut spuštěn 2. prosince 1942. Znovu byl na krátkou dobu spuštěn 12. prosince téhož roku.
Grafitový reaktor X-10 byl postaven již v lokalitě Oak Ridge. Byl spuštěn 4. listopadu 1943. Na rozdíl od Chicago Pile-1, ve kterém byla reakce udržena vždy jen po dobu několika minut, bylo úkolem reaktoru X-10 udržet reakci kontinuálně, aby personál Projektu Manhattan získal potřebné zkušenosti pro produkci plutonia, nicméně pořád ještě šlo ve značné míře o experimentální reaktor.
Původně měly být v Oak Ridge postaveny i další, již ryze produkční reaktory. Panovaly ale obavy, že město Knoxville, které v té době mělo přes 100 tisíc obyvatel, je vzdáleno jen zhruba 30 kilometrů. Ale i méně závažná havárie by mohla narušit životně důležitou válečnou výrobu. Dalším důvodem bylo to, že i když Oak Ridge bylo vybráno mimo jiné pro dostatek elektřiny, rozestavěné komplexy pro separaci uranu byly tak obrovské a energeticky náročné, že se očekávalo, že spotřebují veškeré přebytky elektřiny. 
Bylo proto rozhodnuto soustředit se v Oak Ridge na výrobu vysoce obohaceného uranu a pro další reaktory a navazující zpracování plutonia vybrat úplně novou lokalitou. Tou se stalo místo s krycím názvem Site W, neboli Hanford Site. Zde byly během války postaveny tři reaktory (další po válce). Stavba prvního reaktoru B  byla zahájena v srpnu 1943 a dokončena 13. září 1944. Úkolem těchto reaktorů bylo přeměnit přírodní (nikoli obohacený) uran na plutonium-239 pomocí neutronové aktivace, protože plutonium je mnohem jednodušší chemicky oddělit od vyhořelých palivových článků a následně ho použít v jaderných zbraních než z přírodního uranu vyrábět vysoce obohacený uran.
V projektu Manhattan byly využity oba přístupy. Zkušební bomba Trinity testu odpálená v Novém Mexiku a bomba Fat Man svržená na Nagasaki používaly plutonium, zatímco bomba Little Boy svržená na Hirošimu používala vysoce  obohacený uran, který se vyráběl právě v Oak Ridge. Uranová bomba nebyla testováno ze dvou důvodů. Jednak panovala značná jistota, že její konstrukce (mnohem jednodušší než plutoniové bomby) bude fungovat, především však na její výrobu byly spotřebovány téměř veškeré zásoby obohaceného uranu, které se do polovinu roku 1945 podařilo vyrobit v obřích továrních komplexech v Oak Ridge. 

## Součást Manhattan Project National Historical Park

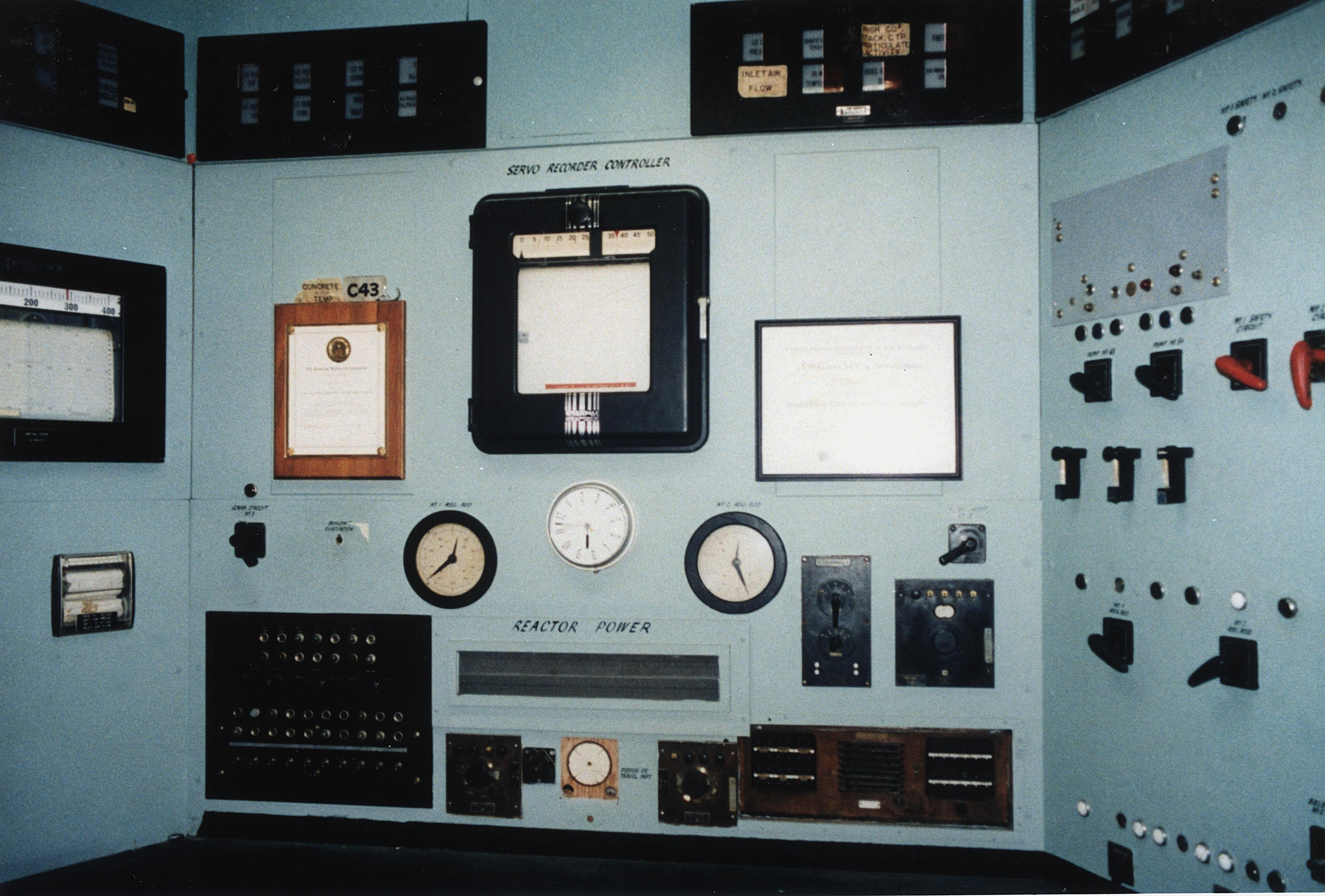
Řídící panel grafitového reaktoru X-10

Grafitový reaktor X-10 byl v roce 1965, nedlouho po odstavení, pro svůj význam vyhlášen Národní historickou památkou (National Historic Landmark). V roce 1969 ho „American Society for Metals“ zařadila na svůj seznam jako přelomové dílo za přínos k rozvoji materiálové vědy a technologie a v roce 2008 ho American Chemical Society označila za národní historickou chemickou památku.
Úsilí o památkovou ochranu nejvýznamnějších objektů projektu Manhattan bylo završeno, když koncem roku 2014 byl po předchozích dvou neúspěšných pokusech přijat zákon, kterým se zřizuje Manhattan Project National Historical Park, v roce 2015 byl projekt oficiálně vyhlášen. Z několika desítek míst vztahujících se k projektu Manhattan byla vybrána tři místa, které patří mezi historicky a jinak nejvýznamnější. Park se skládá z těchto částí: „Site Y“ neboli Los Alamos a zdejší národní laboratoř, „Site W“ v Hanfordu, stát Washington a také právě „Site X“ v Oak Ridge.
V Oak Ridge autobusové exkurze zajišťuje nedaleké American Museum of Science and Energy. Muzeum lze navštívit samostatně, ale na exkurze je nutná rezervace s velkým předstihem, protože zájem je veliký. Autobusové exkurze zahrnuje prohlídku reaktoru X-10, dále budov 9731 a 9204-3 v bývalém komplexu Y-12 pro elektromagnetickou separaci a „East Tennessee Technology Park“, nacházející se na místě zbořeného komplexu K-25. Od roku 2020 je také otevřena pobočka muzea nazvaná „K-25 History Center“.